# You Got It (Roy Orbison)
"You Got It" is een nummer van de Amerikaanse zanger Roy Orbison. Het nummer verscheen op zijn postuum uitgebrachte album Mystery Girl uit 1989. In januari van dat jaar werd het nummer uitgebracht als de eerste single van het album.

## Achtergrond
"You Got It" is geschreven door Orbison in samenwerking met twee van zijn groepsgenoten uit Traveling Wilburys, Jeff Lynne en Tom Petty, en is geproduceerd door Lynne. Het nummer is opgenomen in de garage van Mike Campbell, de gitarist van Petty, en gemixt in Friar Park, het huis van George Harrison. Orbison speelde het nummer slechts eenmaal live, op het Diamonds Award Festival in het Sportpaleis in Antwerpen op 19 november 1988, 17 dagen voordat hij een fatale hartaanval kreeg. De beelden van dit optreden werden later gebruikt voor de videoclip van het nummer.
Met "You Got It" scoorde Orbison zijn eerste top 10-hit in 25 jaar; het bereikte de negende plaats in de Amerikaanse Billboard Hot 100, terwijl het in het Verenigd Koninkrijk op de derde plaats terecht kwam. Het werd een nummer 1-hit in de voorloper van de Vlaamse Ultratop 50. In Nederland was de plaat op vrijdag 13 januari de 2e Veronica Alarmschijf op Radio 3 van 1989 en werd een grote hit. De plaat bereikte de 3e positie in de Nederlandse Top 40, terwijl in de Nationale Hitparade Top 100 de 4e positie werd behaald. In 1995 nam Bonnie Raitt een cover op van het nummer voor de soundtrack van de film Boys on the Side, waarmee zij in de Verenigde Staten en Canada respectievelijk de plaatsen 33 en 11 in de hitlijsten behaalde.

## Hitnoteringen

### Nederlandse Top 40
| Hitnotering: 21-01-1989 t/m 01-04-1989 | Hitnotering: 21-01-1989 t/m 01-04-1989 | Hitnotering: 21-01-1989 t/m 01-04-1989 | Hitnotering: 21-01-1989 t/m 01-04-1989 | Hitnotering: 21-01-1989 t/m 01-04-1989 | Hitnotering: 21-01-1989 t/m 01-04-1989 | Hitnotering: 21-01-1989 t/m 01-04-1989 | Hitnotering: 21-01-1989 t/m 01-04-1989 | Hitnotering: 21-01-1989 t/m 01-04-1989 | Hitnotering: 21-01-1989 t/m 01-04-1989 | Hitnotering: 21-01-1989 t/m 01-04-1989 | Hitnotering: 21-01-1989 t/m 01-04-1989 | Hitnotering: 21-01-1989 t/m 01-04-1989 |
| Week                                   | 1                                      | 2                                      | 3                                      | 4                                      | 5                                      | 6                                      | 7                                      | 8                                      | 9                                      | 10                                     | 11                                     |                                        |
| -------------------------------------- | -------------------------------------- | -------------------------------------- | -------------------------------------- | -------------------------------------- | -------------------------------------- | -------------------------------------- | -------------------------------------- | -------------------------------------- | -------------------------------------- | -------------------------------------- | -------------------------------------- | -------------------------------------- |
| Positie                                | 26                                     | 11                                     | 7                                      | 5                                      | 3                                      | 3                                      | 5                                      | 8                                      | 17                                     | 24                                     | 39                                     | uit                                    |

### Nationale Hitparade Top 100
| Hitnotering: 19-01-1989 t/m 20-04-1989 | Hitnotering: 19-01-1989 t/m 20-04-1989 | Hitnotering: 19-01-1989 t/m 20-04-1989 | Hitnotering: 19-01-1989 t/m 20-04-1989 | Hitnotering: 19-01-1989 t/m 20-04-1989 | Hitnotering: 19-01-1989 t/m 20-04-1989 | Hitnotering: 19-01-1989 t/m 20-04-1989 | Hitnotering: 19-01-1989 t/m 20-04-1989 | Hitnotering: 19-01-1989 t/m 20-04-1989 | Hitnotering: 19-01-1989 t/m 20-04-1989 | Hitnotering: 19-01-1989 t/m 20-04-1989 | Hitnotering: 19-01-1989 t/m 20-04-1989 | Hitnotering: 19-01-1989 t/m 20-04-1989 | Hitnotering: 19-01-1989 t/m 20-04-1989 | Hitnotering: 19-01-1989 t/m 20-04-1989 | Hitnotering: 19-01-1989 t/m 20-04-1989 |
| Week                                   | 1                                      | 2                                      | 3                                      | 4                                      | 5                                      | 6                                      | 7                                      | 8                                      | 9                                      | 10                                     | 11                                     | 12                                     | 13                                     | 14                                     |                                        |
| -------------------------------------- | -------------------------------------- | -------------------------------------- | -------------------------------------- | -------------------------------------- | -------------------------------------- | -------------------------------------- | -------------------------------------- | -------------------------------------- | -------------------------------------- | -------------------------------------- | -------------------------------------- | -------------------------------------- | -------------------------------------- | -------------------------------------- | -------------------------------------- |
| Positie                                | 41                                     | 11                                     | 6                                      | 5                                      | 4                                      | 4                                      | 6                                      | 7                                      | 10                                     | 17                                     | 30                                     | 47                                     | 66                                     | 92                                     | uit                                    |

### NPO Radio 2 Top 2000
| Nummer met noteringen in de NPO Radio 2 Top 2000 | '99 | '00 | '01 | '02  | '03  | '04  | '05  | '06  | '07  | '08  | '09  | '10  | '11  | '12  | '13  | '14  | '15  | '16-'17 | '18  | '19  | '20  | '21  | '22  |
| ------------------------------------------------ | --- | --- | --- | ---- | ---- | ---- | ---- | ---- | ---- | ---- | ---- | ---- | ---- | ---- | ---- | ---- | ---- | ------- | ---- | ---- | ---- | ---- | ---- |
| You Got It                                       | 822 | 874 | 911 | 1120 | 1393 | 1161 | 1372 | 1354 | 1546 | 1342 | 1577 | 1686 | 1704 | 1740 | 1776 | 1930 | 1868 | -       | 1864 | 1795 | 1703 | 1927 | 1960 |

1. ↑  Een '-' betekent dat het nummer niet was genoteerd en een vetgedrukt getal geeft de hoogste notering aan.
2. ↑  Deze tabel is bijgewerkt tot en met de laatste editie (2024).